# Pyaar Ki Pungi
Pyaar Ki Pungi è un brano musicale del film di Bollywood Agent Vinod, cantato da Mika Singh, Nakash Aziz e Javed Jaffrey, pubblicato il 22 febbraio 2012.

## Descrizione
Il brano è stato composto da Pritam Chakraborty, mentre l'autore del testo è Amitabh Bhattacharya.